# Muzeum Léon Dierx

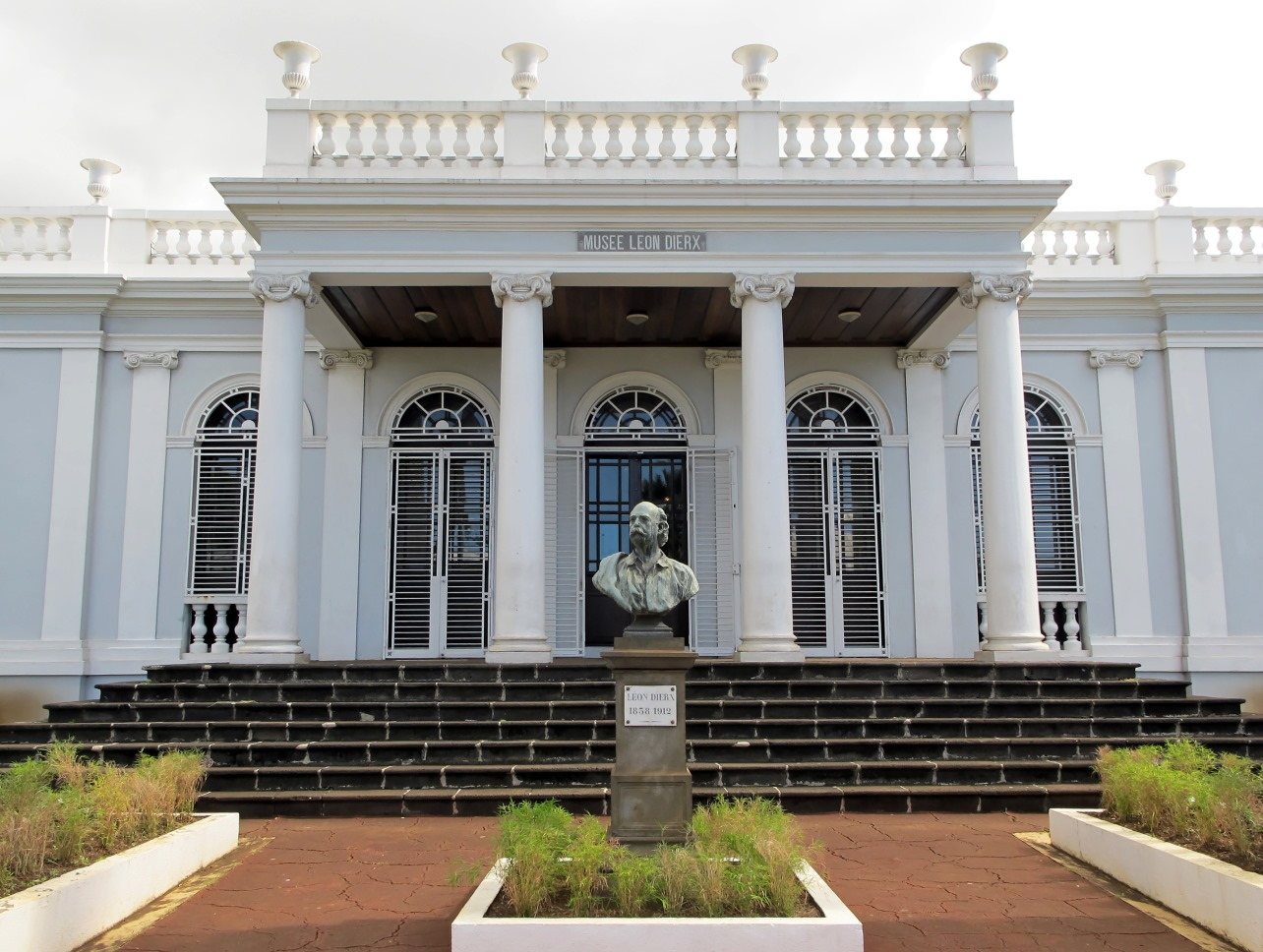
Muzeum Léon Dierx (Saint-Denis)

Muzeum Léon Dierx (Le Musée Léon Dierx) sídlí v Pařížské ulici č. 28 v Saint-Denis, hlavním městě ostrova Réunion (Île-de-Bourbon). Shromažďuje, co do kvality a množství, ojedinělou sbírku moderního umění včetně současného. Nachází se ve stavebně upravené a později kompletně zrekonstruované rezidenci v koloniálním stylu, známé pod jménem Villa Manès.

## Historie
Koncem 19. a počátkem 20. století se intelektuální a politická elita ostrova Réunion zabývala myšlenkou vzniku nového muzea zasvěceného modernímu umění. Plán se začal uskutečňovat na počátku 20. století díky dvěma přátelům z dětství, kteří vystupovali pod pseudonymem Marius-Ary Leblond. Byli to dva spisovatelé: Marius Leblond, vlast. jménem Georges Athénas (1877–1953) a Ary Leblond, vlast. jménem Aimé Merlo (1880–1958), kteří se narodili na ostrově Réunion, ale žili a pracovali v Paříži.
Při hledání vhodného objektu se jako nejschůdnější ukázal projekt stavebních úprav starobylé rezidence, vily z roku 1843, kterou postavili bratři Faixové, stavitelé, pro váženého koloniálního občana Gustava Manèse. Jednalo se o dřevostavbu, kterou po celém obvodě zakrýval kamenný obklad. Na její výzdobě se od roku 1847 podílel malíř Antoine Louis Roussin, který žil s rodinou na ostrově. V roce 1860 se vila stala majetkem generálního rady, který ji později dal k dispozici kolonii. Před převzetím objektu pro vznik muzea v něm mělo své sídlo biskupství.
Během roku 1911 proběhly v budově stavební úpravy tak, aby vyhovovala potřebám muzea moderního umění. Jeho zakladatelé Marius-Ary Leblond požádali svého krajana básníka, malíře a sochaře Léona Dierxe o svolení, aby nové muzeum neslo jeho jméno. Léon Dierx, věrný své skromnosti, souhlasil pod podmínkou, že se tak stane až po jeho smrti. Básník zemřel v červnu 1912 a 12. listopadu 1912 bylo otevřeno Muzeum Léon Dierx (Le Musée Léon Dierx). Stalo se tak druhým muzeem na ostrově po Muzeu dějin přírody (Muséum d'Histoire naturelle).
V roce 1960 vypracovali architekti Jean Hébrard a Daniel de Montfreid projekt kompletní rekonstrukce budovy. Sbírky byly přemístěny do náhradních prostor a stará stavba byla celkově zrenovována včetně obkladů. Portál a nová fasáda budovy byly zhotoveny z betonu a nově zbudované moderní a funkční výstavní sály nabídly návštěvníkům lepší přístupnost k vystavovaným dílům. V roce 1965 bylo nové muzeum otevřeno pro veřejnost. Všechny sbírky byly postupně vráceny na svá místa a celá akce byla definitivně zakončena v roce 1970.

## Sbírky
Muzeum Léon Dierx shromáždilo od dob svého vzniku početná díla moderního umění širokého spektra uměleckých směrů. Tvorba sbírek proběhla zhruba ve čtyřech časových etapách.
- 1912 – vytvoření základního fondu, který lze rozdělit do dvou tematických oblastí: západoevropské moderní umění konce 19. a začátku 20. století a historie ostrova Réunion. K prvně jmenované oblasti uspořádali zakladatelé muzea Marius-Ary Leblond sbírku děl moderního umění přímo mezi pařížskými umělci, kritiky umění, galeristy, obchodníky s uměním a dalšími intelektuály. Hlavním dárcem v roce 1912 byl Félix Fénéon, kritik umění a spisovatel. V této části sbírky byli zastoupeni svými díly norský malíř Karl Edvard Diriks, belgický malíř Théo Van Rysselberghe, malíř, rodák z ostrova Mauritius, Henri Le Sidaner a francouzský sochař a řezbář Antoine Bourdelle. Dalším dárcem byl Ambroise Vollard (1866–1939), kritik umění, vydavatel uměleckých publikací, spisovatel a obchodník s uměním, který daroval muzeu do sbírky dva cenné obrazy; plátno Louise Valtata Mer et rochers rouges (Moře a červené útesy) a plátno Maurice de Vlamincka Fleurs (Květiny). Obě tato avantgardní díla francouzských malířů byla vystavena na Podzimním salónu v roce 1905, který oslavil umělecký směr fauvismus. Do druhé oblasti, historie ostrova Réunion, přispěli rodáci z ostrova sbírkou předmětů historické hodnoty a dále umělci, kteří se na ostrově narodili a tvořili tu svá díla. Mezi ně patřili malíř a fotograf François Cudenet, malíři Arthur Grimaud, Adolphe Le Roy, Antoine Louis Roussin nebo příležitostný malíř a sochař Léon Dierx. Zobrazovali portréty vážených občanů kolonie, nádhernou tropickou přírodu ostrova, danou jeho polohou v jihovýchodním Indickém oceánu, a výjevy ze života z dob otrokářství.
- 1922 – Hervé Le Coat de Kerveguen potomek staré otrokářské rodiny z ostrova Réunion vložil do muzea třicet obrazů a skicáků s kresbami své matky, malířky, Adèle Ferrand.[1]
- 1947 – Lucien Vollard, koloniální úředník se rozhodl, po vzoru svého bratra Ambroise Vollarda, darovat muzeu početná díla ze své sbírky. Celkem bylo za účasti zakladatelů muzea vybráno 157 děl (obrazy, sochy, grafiky, rytiny), představujících 63 autorů, chráněnců jeho bratra, obchodníka s uměním a mecenáše. Mezi nimi byli i malíři Gustave Caillebotte, Paul Cézanne, Paul Gauguin, Jean Renoir, Odilon Redon, Georges Rouault a další. Tato velká sbírka byla odeslána z Paříže lodí a dorazila na ostrov v době, kdy už Réunion byl francouzský zámořský departement. Ještě téhož roku byla díla představena veřejnosti a tím bylo zásadním způsobem potvrzeno zaměření muzea na moderní umění. Směr, který byl vytyčen jeho zakladateli, podporovalo množství umělců, galeristů i mecenášů.
- od 90. let 20. století jsou sbírky průběžně doplňovány o přírůstky tvůrců současného moderního umění: Chen Zhen r. 1996, Peter Knapp r. 1997, Thierry Fontaine r. 2000. Mezi nejnovější přírůstky se řadí díla, která vytvořili žijící autoři Ange Leccia, malíř, fotograf, filmař, který používá ve svých dílech i video, Alain Padeau, současný umělec z Réunionu, Jean Le Gac, profesor kreslení a výtvarník, který tvoří grafiky na papíře a objekty z papíru a velkou kompozicí je zastoupen islandský postmodernista Erró.

Muzeum Léon Dierx uchovává nejlepší díla západního moderního umění, mezi nimiž jsou tři keramické sochy Paula Gauguina, bronz Pabla Picassa i obrazy, jejichž autory byli malíři Émile Bernard, Maurice Denise, Maximilien Luce a další.

## Výstavy

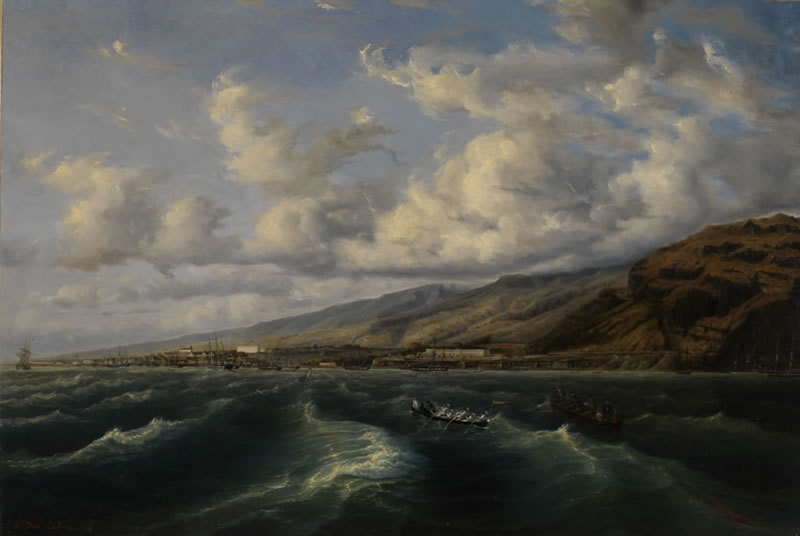
Numa Desjardins: Loďstvo před Saint-Denis, olej na plátně, 1854

Muzeum disponuje výstavním prostorem 800 m², což mu umožňuje zařazovat mezi exponáty i přírůstky současného umění a také udržovat historické fondy, které nejsou vystavovány stále. Pro část muzea, která je věnována historii, poskytl stát soubor románských a gotických odlitků, které odkazují na francouzskou historii.

### Stálá výstavaPortraits&paysages(Portréty&krajiny)
Portréty a krajiny jsou základními tématy prezentovanými ve stálé expozici Muzea Léon Dierx. Tyto obrazy vytvořené na ostrově Réunion nebo v Evropě představují umění 19. století a prvních let 20. století. Připomínají neoklasicismus, romantismus, Barbizonskou školu, impresionismus a post-impresionismus, fauvismus, nabis, symbolismus a další. Mapují historii umění s ohledem na vznik nové estetiky počátků moderního umění.

### Z historie výstav
- 24. srpna 1947 byl na výstavě, za účasti ředitele kanceláře Ministerstva kolonií, představen soubor děl ze sbírky Luciena Vollarda, který je dodnes velice známý a slavný
- 1998 výstava La Réunion, Regards croisés sur l'esclavage 1794–1848 (Réunion, pohledy na otroctví 1794–1848)
- 2002 výstava La collection Ambroise Vollard du Musée Léon Dierx (Soubor děl ze sbírky Ambroise Vollarda v Muzeu Léon Dierx)[3]
- 2007 výstava Odilon Redon: la terre, la mer, le ciel (Odilon Redon: země, moře, nebe)
- 2011–2012 výstava Adolphe Théodore Jules Martial zvaný Martial Potémont (1828–1883): Voyages dans les îles de l'océan Indien (Cesty po ostrovech Indického oceánu).

Všechny tyto i jiné úspěšné výstavy upozornily širokou kulturní veřejnost na bohatost sbírek vystavovaných v Muzeu Léon Dierx.

## Péče o sbírky
Vzhledem k tomu, že tropické podnebí na ostrově neprospívá uměleckým dílům, je třeba jim věnovat neustálou péči. Zvláštní péči vyžadují díla, která jsou tvořena jinou než tradiční technikou oleje na plátně jako kresby a grafiky na papíře nebo kartonu, akvarely, pastely a také dřevoryty vytvořené technikou gravírování nebo litografie. Péči o sbírky se věnují správci muzea spolu s restaurátory, konzervátory, odbornými a vědeckými pracovníky. Do dnešní doby se ve funkci správce muzea vystřídalo osm mužů a jedna žena. Od r. 1934 do r. 1950 zastával tuto funkci jeden ze zakladatelů muzea Ary Leblond, vlast. jménem Aimé Merlo.